# Tomasz Kępiński (1919–2003)
Tomasz Kępiński (ur. 23 maja 1919 w Warszawie, zm. 27 października 2003 w Anglii) – polski ekonomista.

## Życiorys
W 1938 roku ukończył I Państwowe Gimnazjum i Liceum im. Stefana Batorego w Warszawie. Ukończył studia ekonomiczne w Szkole Głównej Handlowej.
W czasie wojny walczył w kampanii wrześniowej i w powstaniu warszawskim, był podporucznikiem Armii Krajowej, ps. „Krzywosąd” w 1. pułku szwoleżerów AK. Był także żołnierzem l. Dywizji Pancernej gen. Maczka i wziął udział w okupacji Niemiec.
W 1949 roku uzyskał dyplom London School of Foreign Trade and Port Administration w Londynie. W 1951 roku przeprowadził się do USA, gdzie pracował w biurze podróży.
Zmarł w Anglii. Został pochowany na cmentarzu Powązkowskim w Warszawie (kwatera 73-4-13).

## Ordery i odznaczenia
- Virtuti Militari[4]